# Enrique Carrizosa Argáez
Eduardo Enrique Rafael Carrizosa Argáez (Bruselas, 23 de octubre de 1927) es un escritor, antropólogo, escritor, historiador y genealogista belga de ascendencia colombiana.
Argáez es conocido como el genealogista más importante de su país, logrando rastrear los árboles genealógicos de todos los presidentes de Colombia desde 1830 hasta 1990, en una extensa obra que no estuvo exenta de polémica en su momento, demostrando que todos los expresidentes de ese país han estado ligados a líneas de sangre comunes, dando origen al término de "las cinco familias presidenciales".
Eduardo Enrique pertenecía a la élite tradicional de la capital colombiana, pese a haber nacido en Bruselas. Sus padres eran Enrique Carrizosa Piedrahíta y María Elvira de Argáez Williamson, siendo su hermana María Luisa Carrizosa Argáez.
En segundas nupcias su padre se casó con Mercedes Izquierdo Toledo, siendo sus hermanastros por ésta unión Matilde y Enrique Carrizosa Izquierdo. Su hermana María Elvira se casó con uno de los nietos del exalcalde de Bogotá, Javier Tobar Ahumada, pariente lejano a su vez del expresidente Miguel Antonio Caro.
Su madre era tía de la actriz Teresa Gutiérrez Argáez, uno de los referentes históricos de la televisión colombiana, a pesar de la negativa de su familia que se dedicara a esos menesteres, que consideraban indecorosos. Así mismo su madre era hija del diplomático Enrique de Argáez Lozano y sobrina del periodista Jerónimo Argáez Lozano, pionero de la televisión colombiana.
Igualmente, su madre era sobrina del diplomático Luis Tanco Argáez, hijo del explorador Nicolás Tanco y sobrina del diplomático Mariano Tanco Armero, y nieta del diplomático español y uno de los primeros ministros de Colombia, Nicolás Tanco Bosmeniel. Tía de su madre por esa línea es la pianista Teresa Tanco Cordovéz, cuyo cuñado era el excardenal Bernardo Herrera Restrepo.
Contrajo matrimonio con Margarita Umaña de Brigard, hija de Jorge Umaña Umaña y Margarita De Brigard Gómez, también perteneciente a una destacada familia de la élite bogotana. Descendiente directa de Antonio Nariño, prócer de la independencia, Margarita era nieta de Eusebio Umaña, fundador del Country Club de Bogotá, y hermana del empresario Ignacio Umaña de Brigard. Juntos tuvieron nueve hijos: Enrique, Margarita, Jorge, Juana, Roberto, Sylvia, Juan Agustín, Ana Fernanda y Luisa.

## Obras
- Genealogías del Nuevo Reino de Granada / Juan Flórez de Ocáriz
- Mariano Ospina Rodriguez (1985)
- Linajes y bibliografías de nuestros gobernantes 1830-1982 (1983)
- Linajes y bibliografías de los gobernantes de nuestra nación 1830-1990 (1990)
- Geografía humana de Colombia: región del Pacífico : Awa-Cuaiquer, Emberá, Cuna, Waunana (1992)
- Geografía humana de Colombia (1992)